# Omiini
Tribu
Omiini est une tribu de coléoptères de la famille des Curculionidae et de la sous-famille des Entiminae.

## Genres
- Anemophilus Wollaston, 1854
- Asphalmus Sharp, 1896
- Baromiamima Borovec, 2006
- Bryodaemon Podlussány, 1998
- Chaerocephalus Chevrolat, 1861
- Desbrochersella Reitter, 1906
- Elytrodon Schoenherr, 1826
- Euplatinus Desbrochers, 1907
- Hlavena Reitter, 1913
- Humeromima Podlussány, 1998
- Microelytrodon Pic, 1945
- Nanomias Yunakov, 2003
- Omiamima Silfverberg, 1977
- Omias Germar, 1817
- Rhinomias Reitter, 1894
- Scoliolenus Pesarini, 1980
- Teritelus Heller, 1909
- Urometopus Formánek, 1904